# الکساندراوکا، بخش وگرو
الکساندراوکا، بخش وگرو (به لاتین: Aleksandrówka, Węgrów County) یک منطقهٔ مسکونی در لهستان است که در Gmina Grębków واقع شده‌است.